# Lipotropine
| POMC  |       |      |               |               |               |               |
|       |       |      |               |               |               |               |
| γ-MSH | ACTH  | ACTH | β-lipotropine | β-lipotropine | β-lipotropine | β-lipotropine |
|       |       |      |               |               |               |               |
|       | α-MSH | CLIP | γ-lipotropine | γ-lipotropine | β-endorfine   |               |
|       |       |      |               |               |               |               |
|       |       |      |               | β-MSH         |               |               |

Lipotropine is de naam voor twee hormonen die worden geproduceerd door de splitsing van pro-opiomelanocortine (POMC). De hypofysevoorkwab produceert het prohormoon POMC, dat vervolgens weer wordt gesplitst in corticotropine (ACTH) en β-lipotropine (β-LPH).

## β-Lipotropine
β-Lipotropine is een polypeptide van 90 aminozuren dat het C-terminusfragment van POMC is. β-Lipotropine kan in kleinere peptiden worden gesplitst. Bij mensen zijn γ-lipotropine, β-MSH en β-endorfine allemaal mogelijke fragmenten van β-lipotropine. β-endorfine is het belangrijkste opioïde van de hypofyse van de mens en de rat. Birdsall en Hulme hebben aangetoond dat het C-terminusfragment van lipotropine (β-endorfine) een hoge affiniteit heeft voor opiaatreceptoren in de hersenen en de binding werd omgekeerd door naloxon, een klassieke antagonist van de opiaten (Bradbury et al. 1976a). Daarnaast ontdekte Feldberg dat β-endorfine toegediend in de ventrikels van katten 100 keer krachtiger was dan morfine als analgeticum (Feldberg & Smyth 1976, 1977) en dat de pijnstilling enkele uren aanhield. Feldberg concludeerde dat β-endorfine het krachtigste pijnstillende middel was dat we kennen. β-Lipotropine wordt aangetroffen in vrijwel equimolaire concentraties als die van corticotropine. Er zijn aanwijzingen dat β-lipotropine wordt gemetaboliseerd tot endorfines die de stemming en het gedrag sterk kunnen beïnvloeden en daarom als een prohormoon worden beschouwd.

## γ-Lipotropine
γ-Lipotropine is het N-terminusfragment van β-lipotropine. Bij mensen heeft het 56 aminozuren. γ-Lipotropine is identiek aan de eerste 56 aminozuursequenties van β-lipotropine. Het kan worden gesplitst in het β-melanocyt-stimulerend hormoon.
Bij schapen is het γ-lipotropine een hypofyse-polypeptide van 58 aminozuren lang, gevormd uit de eerste 58 residuen van β-lipotropine. De C-terminus van γ-lipotropine is identiek aan de structuur van het β-melanocyt-stimulerend hormoon.